# Andriej Iwanow (polityk)
Andriej Wasiljewicz Iwanow (ros. Андрей Васильевич Иванов, ur. 16 października?/28 października 1888 we wsi Kukszewo w guberni kostromskiej, zm. 10 czerwca 1927 w Moskwie) – rosyjski rewolucjonista, działacz komunistyczny, radziecki polityk i działacz partyjny.

## Życiorys
Od 1906 działał w SDPRR, kilkakrotnie aresztowany, w marcu 1917 członek Kijowskiego Komitetu SDPRR(b) i zastępca przewodniczącego Rady Kijowskiej, od 11 listopada do 12 grudnia 1917 i ponownie od 28 stycznia 1918 członek Kijowskiego Komitetu Wojskowo-Rewolucyjnego. W marcu-kwietniu 1918 członek Prezydium CIK Ukraińskiej Republiki Ludowej, ludowy komisarz spraw wewnętrznych URL, w lipcu-sierpniu 1918 przewodniczący Komitetu Obrony Kijowa, od 19 grudnia 1919 członek Kijowskiego Gubernialnego Komitetu Rewolucyjnego. Do stycznia 1920 i ponownie od kwietnia 1920 przewodniczący Komitetu Wykonawczego Kijowskiego Gubernialnego Komitetu Rewolucyjnego, od stycznia do kwietnia 1920 przewodniczący Komitetu Wykonawczego Kijowskiej Rady Gubernialnej, od kwietnia 1920 przewodniczący Komitetu Wykonawczego Kijowskiej Rady Miejskiej, między listopadem a grudniem 1920 przewodniczący Komitetu Wykonawczego Charkowskiej Rady Gubernialnej. Od 2 listopada 1920 do śmierci członek KC KP(b)U, 1921-1922 sekretarz Prezydium Wszechukraińskiego CIK, od 15 grudnia 1921 do 23 maja 1922 członek Biura Politycznego KC KP(b)U, od 23 maja do 17 października 1922 zastępca członka, a do 17 października 1922 do 4 kwietnia 1923 ponownie członek Biura Politycznego KC KP(b)U i jednocześnie członek Biura Organizacyjnego KC KP(b)U. Od 17 października 1922 do 1923 kierownik Wydziału Organizacyjno-Instruktorskiego KC KP(b)U, w latach 1923-1925 przewodniczący Komitetu Wykonawczego Odeskiej Rady Gubernialnej, od 31 maja 1924 do 18 grudnia 1925 zastępca członka KC RKP(b). Od 21 maja 1925 do śmierci sekretarz Rady Związku CIK ZSRR, w latach 1925-1927 członek Prezydium CIK ZSRR i zastępca dyrektora Instytutu Budownictwa Radzieckiego.